# Drexciya
Drexciya est un duo américain de techno et electro, originaire de Détroit, dans le Michigan, actif entre 1992 et 2002.

## Histoire
Drexciya contribue à définir la techno de Détroit au milieu des années 1990, dans le sillage des artistes du label techno Underground Resistance. Ces musiciens refusent toute récupération médiatique, privilégiant l'anonymat et un univers artistique sans concession fait de métaphores mythologiques nourries de science-fiction. Drexciya fait partie de ces artistes de la scène techno de Détroit qui associent à leur musique un message politique, à l'image de Mad Mike d'Underground Resistance, en dénonçant la condition de la communauté noire en Amérique à travers les titres des morceaux et les thèmes abordés, mais toujours de façon métaphorique.
Même si les deux membres de Drexciya restent anonymes pendant leur période d'activité, l'un des membres du duo est identifié de manière posthume comme étant James Stinson, après son décès tragique le 3 septembre 2002. Il est admis que l'autre membre du duo serait Gerald Donald, également membre du groupe Dopplereffekt. Il faut aussi souligner que Drexciya a surement compté d'autres membres qui ne sont pas cités ici, le mystère plane donc toujours sur l'identité exacte du groupe et les compositeurs de certains morceaux. Depuis, les membres de Drexciya n'ont jamais été photographiés bien qu’ils aient donné des interviews, dans l'une desquelles ils portaient des masques de Star Trek.
Avant le décès de James Stinson, Drexciya annonce la sortie de Seven Storms, sept albums devant sortir sous différents pseudonymes, sur différents labels et généralement sans aucune indication sur la véritable identité des auteurs. Seul l'album paru sous le nom de Lab Rat XL indique « cet album est la 7e et dernière tempête de Drexciya, R.I.P. James Stinson »[réf. nécessaire]. Cependant, le style unique de James Stinson et certains morceaux communs permettent de retrouver ces « Sept tempêtes », disséminées çà et là dans le monde de l'electro. Ces sept albums, officieusement attribués au seul James Stinson, sont mentionnés dans sa discographie selon la numérotation adoptée dans les forums. Il semblerait que Grava 4 ne fasse pas partie de ce projet.
Alors que le projet Drexciya cesse toute activité de production depuis la date du décès de James Stinson en 2002, la filiation stylistique du duo perdure notamment via le producteur Sherard Ingram, (également originaire de Détroit). En 2007, l'album Acceptable Side Effects d'Urban Tribe, un projet mené par Sherard Ingram (parfois associé à Anthony Shakir, Carl Craig ou Kenny Dixon Jr.), arborait un sticker avec la mention « featuring Drexciyan DJ Stingray ». Le style de l'album collait relativement avec celui de Drexciya, mais aucune allusion au monde sous-marin n'est faite dans l'album, ni aucune autre précision sur le lien entre Sherard Ingram et Drexciya. En 2008, sort sur le label belge WéMè Records une série intitulé Aqua Team de Sherard Ingram (sous le pseudonyme de DJ Stingray), avec cette fois un son et une atmosphère s'inspirant du monde sous-marin, marquant un rapprochement avec le projet Drexciya. C'est en 2009 que sort, toujours sur WéMè Records, un EP intitulé Drexciyan Connection qui combine deux morceaux de DJ Stingray et un de Heinrich Mueller (Gerald Donald).

## Influences et style musical
Le style musical de Drexciya s'inspire directement de la production electro du début des années 1980 d'artistes tels que Cybotron ou A Number of Names, cette musique s'inspirant elle-même de l'esthétique du groupe allemand Kraftwerk. Leur style est un mélange de techno et d'electro, lui-même mêlé à des éléments d'acid house et de musique industrielle. Vivant à Détroit, James Stinson s'inspire aussi de la musique de sa ville, notamment de la production techno du collectif Underground Resistance auquel il est intimement lié, de la musique de Mad Mike, de Robert Hood ou de Jeff Mills (dont l'album Atlantis, produit sous le pseudonyme X-103, s'inspirait déjà du monde sous-marin), mais aussi de l'approche mélodique de la musique électronique d'artistes tels que Derrick May.
L'une des caractéristiques de Drexciya est le soin apporté aux sons utilisés, toujours très profonds et puissants, qui donnent à l'ensemble des morceaux une dimension introspective propre à la techno de Détroit. Les éléments vocaux sont très rares, sinon parfois quelques paroles volontairement assourdies, paraissant venir du fond des océans. Drexciya plonge l'auditeur dans un monde froid, sombre et mystérieux, volontiers synthétique mais toujours empreint d'une rare émotion. Sa musique comprend aussi des sonorités d'inspiration jazz ou funk, notamment dans l'album Neptune's Lair, ou l'expérimentation est également omniprésente.
Le thème récurrent de Drexciya est le monde aquatique, habité par les drexciyans, créatures sous-marines semblables à celles qui devaient habiter l'Atlantide. On retrouve ici, tout comme avec Underground Resistance et le projet The Martian de Mad Mike, la dénonciation de la condition des afro-américains: les drexciyans sont en fait le peuple des esclaves noirs jetés à la mer entre l'Afrique et l'Amérique durant la traite des Noirs.
La thématique de l'espace et de la science-fiction, propre à l'imaginaire développé par la techno de Détroit, se retrouve naturellement chez Drexciya. Ainsi de Grava 4, leur dernier album sorti peu de temps avant le décès de James Stinson, où le duo quitte les fonds marins pour s'aventurer dans l'espace et visiter de nouvelles planètes. Le peuple des drexciyans trouve ainsi sur une autre planète sa terre promise.

## Discographie
- 1992 : Deep Sea Dweller (vinyle, Shockwave Records)
- 1993 : Drexciya 2: Bubble Metropolis (vinyle, Underground Resistance)
- 1994 : Aquatic Invasion (vinyle, Underground Resistance)
- 1994 : Drexciya III: Molecular Enhancement (vinyle, Submerge Recordings / Rephlex)
- 1994 : Drexciya 4: The Unknown Aquazone (2xLP, Submerge Recordings)
- 1995 : The Journey Home (vinyle/CD EP, Warp Records)
- 1996 : The Return of Drexciya (vinyle, Underground Resistance)
- 1997 : The Quest (2xLP/2xCD, Submerge Recordings)
- 1998 : Uncharted EP (vinyle, EP, Somewhere In Detroit)
- 1999 : Fusion Flats (vinyle, Tresor)
- 1999 : Neptune's Lair (2xLP/CD, Tresor)
- 2000 : Hydro Doorways (vinyle, Tresor)
- 2001 : Digital Tsunami (vinyle, Tresor)
- 2002 : Grava 4 (2xLP/CD, Clone Records)
- 2002 : Abstract Thought - Hypothetical Situations (CD/2x vinyle, Kombination Research, Drexciya Storm #4)
- 2002 : Harnessed the Storm (2x vinyle/CD, Tresor, Drexciya Storm #1)

En 2003, les EP de Drexciya sont réédités en vinyles multicolores pour commémorer la disparition de James Stinson.